# Plážový fotbal na Bolívarských plážových hrách 2014
Turnaj plážového fotbalu na Bolívarských plážových hrách 2014 byl 2. ročníkem plážového fotbalu na Bolívarských plážových hrách který se konal v Peru ve městě Huanchaco, v období od 7. do 12. prosince 2014. Turnaje se účastnilo 8 týmů, které byly rozděleny do 2 skupin po 4 týmech. Ze skupiny postoupily 2 nejlepší týmy do semifinále, ostatní týmy čekaly boje o umístění. Vyřazovací fáze zahrnovala 4 zápasy. Titul podruhé za sebou získali reprezentanti Paraguaye, kteří ve finále porazili Salvador 6:5.

## Stadion
Mistrovství se odehrálo na jednom stadionu v jednom hostitelském městě: Complejo Deportivo de Huanchaco (Huanchaco).
| Huanchaco                       |
| ------------------------------- |
| Complejo Deportivo de Huanchaco |

## Skupinová fáze
| Vysvětlivky                        |
| ---------------------------------- |
| Tým postupující do semifinále      |
| Tým postupující do bojů o umístění |
| Vítěz zápasu je tučně zvýrazněn    |

Čas každého zápasu je uveden v lokálním čase.

#### Skupina A
| Tým                    | Z | V | R | P | VG | IG | +/− | B |
| ---------------------- | - | - | - | - | -- | -- | --- | - |
| Paraguay               | 3 | 2 | 1 | 0 | 22 | 10 | +12 | 7 |
| Chile                  | 3 | 2 | 0 | 1 | 17 | 15 | +2  | 6 |
| Peru                   | 3 | 1 | 0 | 2 | 14 | 16 | −2  | 3 |
| Dominikánská republika | 3 | 0 | 0 | 3 | 7  | 19 | −12 | 0 |

| 7. prosince 2014 |               |       |                                            |
| Paraguay         | 7 : 5 (prod.) | Chile | Complejo Deportivo de Huanchaco, Huanchaco |
|                  |               |       | Complejo Deportivo de Huanchaco, Huanchaco |

| 7. prosince 2014 |       |                        |                                            |
| Peru             | 6 : 2 | Dominikánská republika | Complejo Deportivo de Huanchaco, Huanchaco |
|                  |       |                        | Complejo Deportivo de Huanchaco, Huanchaco |

| 8. prosince 2014 |       |                        |                                            |
| Paraguay         | 9 : 2 | Dominikánská republika | Complejo Deportivo de Huanchaco, Huanchaco |
|                  |       |                        | Complejo Deportivo de Huanchaco, Huanchaco |

| 8. prosince 2014 |       |       |                                            |
| Peru             | 5 : 8 | Chile | Complejo Deportivo de Huanchaco, Huanchaco |
|                  |       |       | Complejo Deportivo de Huanchaco, Huanchaco |

| 9. prosince 2014 |       |                        |                                            |
| Chile            | 4 : 3 | Dominikánská republika | Complejo Deportivo de Huanchaco, Huanchaco |
|                  |       |                        | Complejo Deportivo de Huanchaco, Huanchaco |

| 9. prosince 2014 |       |          |                                            |
| Peru             | 3 : 6 | Paraguay | Complejo Deportivo de Huanchaco, Huanchaco |
|                  |       |          | Complejo Deportivo de Huanchaco, Huanchaco |

#### Skupina B
| Tým       | Z | V | R | P | VG | IG | +/− | B |
| --------- | - | - | - | - | -- | -- | --- | - |
| Salvador  | 3 | 3 | 0 | 0 | 15 | 6  | +9  | 9 |
| Ekvádor   | 3 | 2 | 0 | 1 | 18 | 17 | +1  | 6 |
| Venezuela | 3 | 1 | 0 | 2 | 10 | 14 | −4  | 3 |
| Bolívie   | 3 | 0 | 0 | 3 | 16 | 27 | −11 | 0 |

| 7. prosince 2014 |       |           |                                            |
| Ekvádor          | 6 : 4 | Venezuela | Complejo Deportivo de Huanchaco, Huanchaco |
|                  |       |           | Complejo Deportivo de Huanchaco, Huanchaco |

| 7. prosince 2014 |       |         |                                            |
| Salvador         | 7 : 3 | Bolívie | Complejo Deportivo de Huanchaco, Huanchaco |
|                  |       |         | Complejo Deportivo de Huanchaco, Huanchaco |

| 8. prosince 2014 |        |         |                                            |
| Ekvádor          | 10 : 8 | Bolívie | Complejo Deportivo de Huanchaco, Huanchaco |
|                  |        |         | Complejo Deportivo de Huanchaco, Huanchaco |

| 8. prosince 2014 |       |           |                                            |
| Salvador         | 3 : 1 | Venezuela | Complejo Deportivo de Huanchaco, Huanchaco |
|                  |       |           | Complejo Deportivo de Huanchaco, Huanchaco |

| 9. prosince 2014 |        |         |                                            |
| Venezuela        | 10 : 5 | Bolívie | Complejo Deportivo de Huanchaco, Huanchaco |
|                  |        |         | Complejo Deportivo de Huanchaco, Huanchaco |

| 9. prosince 2014 |       |         |                                            |
| Salvador         | 5 : 2 | Ekvádor | Complejo Deportivo de Huanchaco, Huanchaco |
|                  |       |         | Complejo Deportivo de Huanchaco, Huanchaco |

## O umístění

#### O 5. - 7. místo
| 11. prosince 2014 |       |                        |                                            |
| Venezuela         | 6 : 4 | Dominikánská republika | Complejo Deportivo de Huanchaco, Huanchaco |
|                   |       |                        | Complejo Deportivo de Huanchaco, Huanchaco |

| 11. prosince 2014 |       |         |                                            |
| Peru              | 8 : 1 | Bolívie | Complejo Deportivo de Huanchaco, Huanchaco |
|                   |       |         | Complejo Deportivo de Huanchaco, Huanchaco |

#### O 7. místo
| 12. prosince 2014      |       |         |                                            |
| Dominikánská republika | 3 : 6 | Bolívie | Complejo Deportivo de Huanchaco, Huanchaco |
|                        |       |         | Complejo Deportivo de Huanchaco, Huanchaco |

#### O 5. místo
| 12. prosince 2014 |       |      |                                            |
| Venezuela         | 2 : 6 | Peru | Complejo Deportivo de Huanchaco, Huanchaco |
|                   |       |      | Complejo Deportivo de Huanchaco, Huanchaco |

## Vyřazovací fáze
|  | Semifinále | Semifinále | Semifinále |  |  | Finále      | Finále         | Finále      |
|  |            |            |            |  |  |             |                |             |
|  |            | Salvador   | 7          |  |  |             |                |             |
|  |            | Chile      | 4          |  |  |             |                |             |
|  |            |            |            |  |  |             | Paraguay       | 6           |
|  |            |            |            |  |  |             | Salvador       | 5           |
|  |            | Paraguay   | 5          |  |  |             |                |             |
|  |            | Ekvádor    | 2          |  |  | Třetí místo | Třetí místo    | Třetí místo |
|  |            |            |            |  |  |             | Ekvádor (pen.) | 5 (5)       |
|  |            |            |            |  |  |             | Chile          | 5 (4)       |

#### Semifinále
| 11. prosince 2014 |       |       |                                            |
| Salvador          | 7 : 4 | Chile | Complejo Deportivo de Huanchaco, Huanchaco |
|                   |       |       | Complejo Deportivo de Huanchaco, Huanchaco |

| 11. prosince 2014 |       |         |                                            |
| Paraguay          | 5 : 2 | Ekvádor | Complejo Deportivo de Huanchaco, Huanchaco |
|                   |       |         | Complejo Deportivo de Huanchaco, Huanchaco |

#### O 3. místo
| 12. prosince 2014 |                  |         |                                            |
| Chile             | 5 : 5 4 : 5 pen. | Ekvádor | Complejo Deportivo de Huanchaco, Huanchaco |
|                   |                  |         | Complejo Deportivo de Huanchaco, Huanchaco |

#### Finále
| 12. prosince 2014 |       |          |                                            |
| Paraguay          | 6 : 5 | Salvador | Complejo Deportivo de Huanchaco, Huanchaco |
|                   |       |          | Complejo Deportivo de Huanchaco, Huanchaco |